# Magyar államfők házastársainak listája
| Államfő házastársa                  | Államfő                  | Megjegyzés                                   |
| ----------------------------------- | ------------------------ | -------------------------------------------- |
| Meszlényi Terézia                   | Kossuth Lajos            |                                              |
| Aubouin Adéle                       | Görgei Artúr             |                                              |
| Auguszta Mária Lujza bajor hercegnő | Habsburg József főherceg |                                              |
| Andrássy Katinka                    | Károlyi Mihály           |                                              |
| Pötördi Zsófia                      | Garbai Sándor            |                                              |
| ?                                   | Peidl Gyula              |                                              |
| Auguszta Mária Lujza bajor hercegnő | Habsburg József főherceg |                                              |
| Asbóth Margit                       | Friedrich István         |                                              |
| Mezviczky Ilona                     | Huszár Károly            |                                              |
| Purgly Magdolna                     | Horthy Miklós            |                                              |
| Lutz Gizella                        | Szálasi Ferenc           |                                              |
| Varga Irma                          | Miklós Béla              | Miklós első felesége Csákány Éva             |
| Gyenis Erzsébet                     | Tildy Zoltán             |                                              |
| Grósz Emma                          | Szakasits Árpád          |                                              |
| ?                                   | Rónai Sándor             |                                              |
| ?                                   | Dobi István              |                                              |
| ?                                   | Losonczi Pál             |                                              |
| ?                                   | Németh Károly            |                                              |
| Szabolcsi Gertrúd                   | Straub F. Brunó          | Straub F. első felesége Lichneckert Erzsébet |
| Takács Andrea                       | Szűrös Mátyás            | Szűrös második felesége                      |
| Göntér Mária Zsuzsanna              | Göncz Árpád              |                                              |
| Némethy Dalma                       | Mádl Ferenc              |                                              |
| Nagy Erzsébet                       | Sólyom László            |                                              |
| Makray Katalin                      | Schmitt Pál              |                                              |
| Bekk Mária                          | Kövér László             |                                              |
| Herczegh Anita                      | Áder János               |                                              |
| Veres István                        | Novák Katalin            |                                              |
| Bekk Mária                          | Kövér László             |                                              |
| Nagy Zsuzsanna                      | Sulyok Tamás             |                                              |